# Prats-de-Mollo-la-Preste
Prats-de-Mollo-la-Preste (katalanisch Prats de Molló i la Presta, deutsch „Wiesen von Mollo“) ist ein Ort und eine französische Gemeinde (commune) mit 1.114 Einwohnern (Stand 1. Januar 2022) im Département Pyrénées-Orientales in der Region Okzitanien.
Von der Vereinigung Les Plus Beaux Villages de France wurde der Ort 2023 zu einem der schönsten Dörfer Frankreichs erklärt.

## Lage
Prats-de-Mollo liegt in einer Höhe von etwa 740 m am Fluss Tech etwa 10 km (Luftlinie) südlich des Pic du Canigou im oberen Vallespir-Tal nahe dem Col d’Ares und der spanischen Grenze. Perpignan, die Hauptstadt des Roussillon, ist knapp 60 km (Fahrtstrecke) in nordöstlicher Richtung entfernt. Etwa 8 km westlich des Ortes befindet sich der kleine Kurort La Preste  mit seinen Schwefelthermen.

## Geschichte
Im 9. und 10. Jahrhundert wurden Prats und Mollo erstmals urkundlich erwähnt; seit dem ausgehenden 14. Jahrhundert finden sie sich häufig gemeinsam (z. B. Vallis de Pratis de Mollone). Der abseits gelegene Ort La Preste wurde im Jahr 1956 eingemeindet. Im 13. Jahrhundert gab es südlich des heutigen Ortes eine Burg der Grafen von Besalú. Im folgenden Jahrhundert erhielt der Ort eine Stadtmauer (remparts), die jedoch beim Erdbeben von 1428 teilweise einstürzte. Wieder ein Jahrhundert später grassierte die Pest und dezimierte die Bevölkerung. Das 16. Jahrhundert sah einen wirtschaftlichen Aufschwung des Ortes aufgrund zahlreicher Webereien, aber auch anhaltende Gebietsstreitigkeiten zwischen Spanien und Frankreich, die mit dem Pyrenäenfrieden des Jahres 1659 ein Ende fanden. Aber nur wenige Jahre später (1661–1673) revoltierte die Bevölkerung gegen die ihr von Ludwig XIV. auferlegte Salzsteuer (gabelle). In den Jahren 1674 bis 1682 entstand nördlich des Ortes das Fort Lagarde zur besseren Kontrolle des oberen Vallespir-Tales; Ort und Fort wurden als Nebenschauplatz des Neunjährigen Krieges von spanischen Truppen erfolglos belagert. In den Revolutionsjahren 1793/94 war Prats-de-Mollo zeitweise von spanischen Truppen besetzt.
Bis Juni 1956 hieß die Gemeinde nur Prats-de-Mollo, seitdem trägt sie den Zusatz La Preste.

### Spanischer Bürgerkrieg und Zweiter Weltkrieg
Während des Spanischen Bürgerkriegs befand sich in Prats-de-Mollo ein Stützpunkt der War Resisters’ International (WRI), zu dem auch ein Heim zur Aufnahme spanischer Kindern gehörte, die hier Zuflucht gefunden hatten. Gegen Ende des Bürgerkriegs wollte die Londoner WRI-Zentrale das Heim schließen, „sobald alle dort versammelten Kinder einen endgültigen Bestimmungsort gefunden hätten“. Allerdings entschloss sich der spanische WRI-Ableger, das Heim angesichts von dessen Nähe zur Grenze geöffnet zu halten, um Flüchtenden beim Grenzübertritt behilflich sein zu können.
Zu Beginn des Jahres 1939 strömten Zehntausende Flüchtlinge aus dem Spanischen Bürgerkrieg über die Pyrenäen in den Süden Frankreichs. Seitens der französischen Regierung waren hierfür offenbar keine Vorkehrungen getroffen worden, wie und wo die Flüchtenden untergebracht werden könnten. So entstanden improvisierte Lager, die anfangs aus nicht mehr bestanden, als aus einem mit Stacheldraht umzäumten Gelände. Eines dieser ersten Centres d’acceil oder auch Centres de recueil (Aufnahmezentren oder Sammelstellen) befands sich in Prats-de-Mollo.:S. 37

„Allerdings besteht das im Januar 1939 in Betrieb genommene Prats-de-Mollo ebenso wie Amélie-les-Bains, Arles-sur-Tech, Latour-de-Carol oder Mont-Louis lediglich aus einem mit Stacheldraht umzäunten Feld mit einigen von den spanischen Flüchtlingen aus Tannenzweigen und Decken notdürftig errichteten Hütten. Lager sind es nur dem Namen nach. Und doch haben hier Zehntausende Männer, Frauen und Kinder, Greise und Verwundete bei winterlichen Temperaturen oft mehrere Wochen verbracht.“

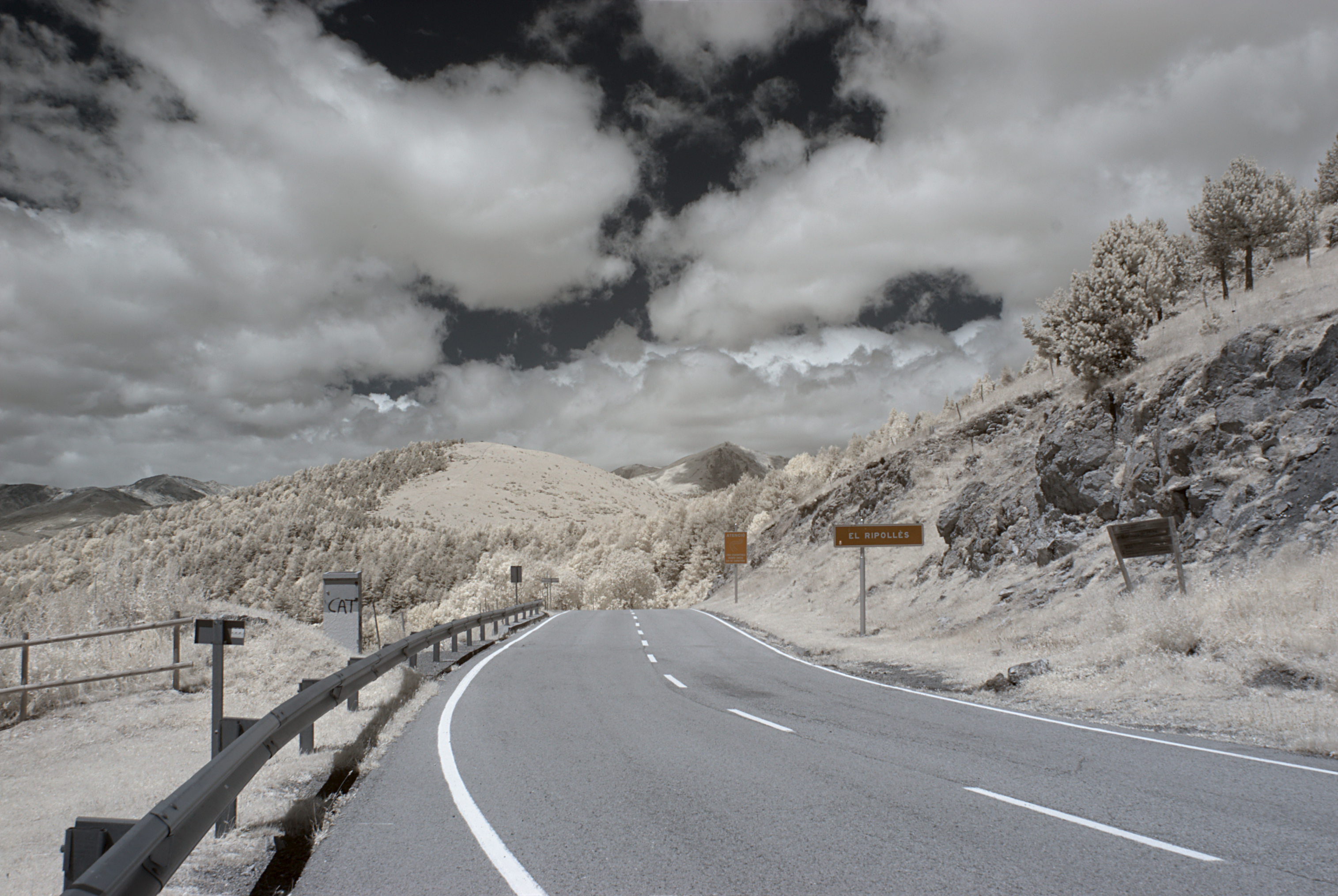
Col d’Ares (2014)

Ab dem 27. Januar 1939 hatten während der Retirada in nur zwei Wochen etwa 100.000 spanische Flüchtlinge den an der spanisch-französischen Grenze liegenden Col d’Ares überquert. (Lage) Um diese Flüchtlinge unterzubringen, wurden im Tal des Tech vier Camps de concentration errichtet. Dieser Begriff, der sich in Frankreich für diese Auffanglager sehr schnell durchsetzte, hatte hier jedoch eine völlig andere Bedeutung als im Deutschen. Er hatte nichts mit Vernichtungslagern zu tun, sondern bezeichnete lediglich die aus der Überforderung der Behörden geborene Idee der Konzentrierung der ankommenden Flüchtlinge in Lagern.:S. 37, S. 40 f.
Aus Angst vor Übergriffen stellte der französische Staat die Lager unter militärische Kontrolle. Die Flüchtlinge – Männer, Frauen und Kinder – lebten unter schlechten hygienischen Bedingungen und waren in der Folge einer Kältewelle gezwungen, die Bäume in der Umgebung der Caınps zu fällen, um Brennholz zu gewinnen.
Am 13. Februar 1939 riegelten die Franco-Truppen die Grenze ab. Zu dem Zeitpunkt befanden sich 35.000 Flüchtlinge in den Lagern von Prats-de-Mollo. Am 16. März veranlasste die französische Regierung die Evakuierung der Lager von Prats-de-Mollo. Die Flüchtlinge wurden auf verschiedene andere Lager verteilt, wobei häuig auch Familien auseinandergerissen und an unterschiedlichen Orten untergebracht wurden. Ende März 1939 waren die Flüchtlingslager endgültig geschlossen. 
Während des Zweiten Weltkriegs war Prats-de-Mollo einer der vielen Stützpunkte bei der Flucht über die Pyrenäen.
Am 22. Oktober 2002 wurde auf dem Col d’Ares ein Gedenkstein eingeweiht, der an die Flucht der 100.000 spanischen Flüchtlinge erinnern soll, die 1939 hier durchzogen. Fünf Jahre später, am 17. November 2007, wurde der Cami de la Retirada eingeweiht. Er verläuft vom Col d’Ares nach Prats-de-Mollo und symbolisiert den früheren Fluchtweg. In der Region gibt es heute mehrere Wanderwege, die den früheren „Wegen des Exils“ folgen.

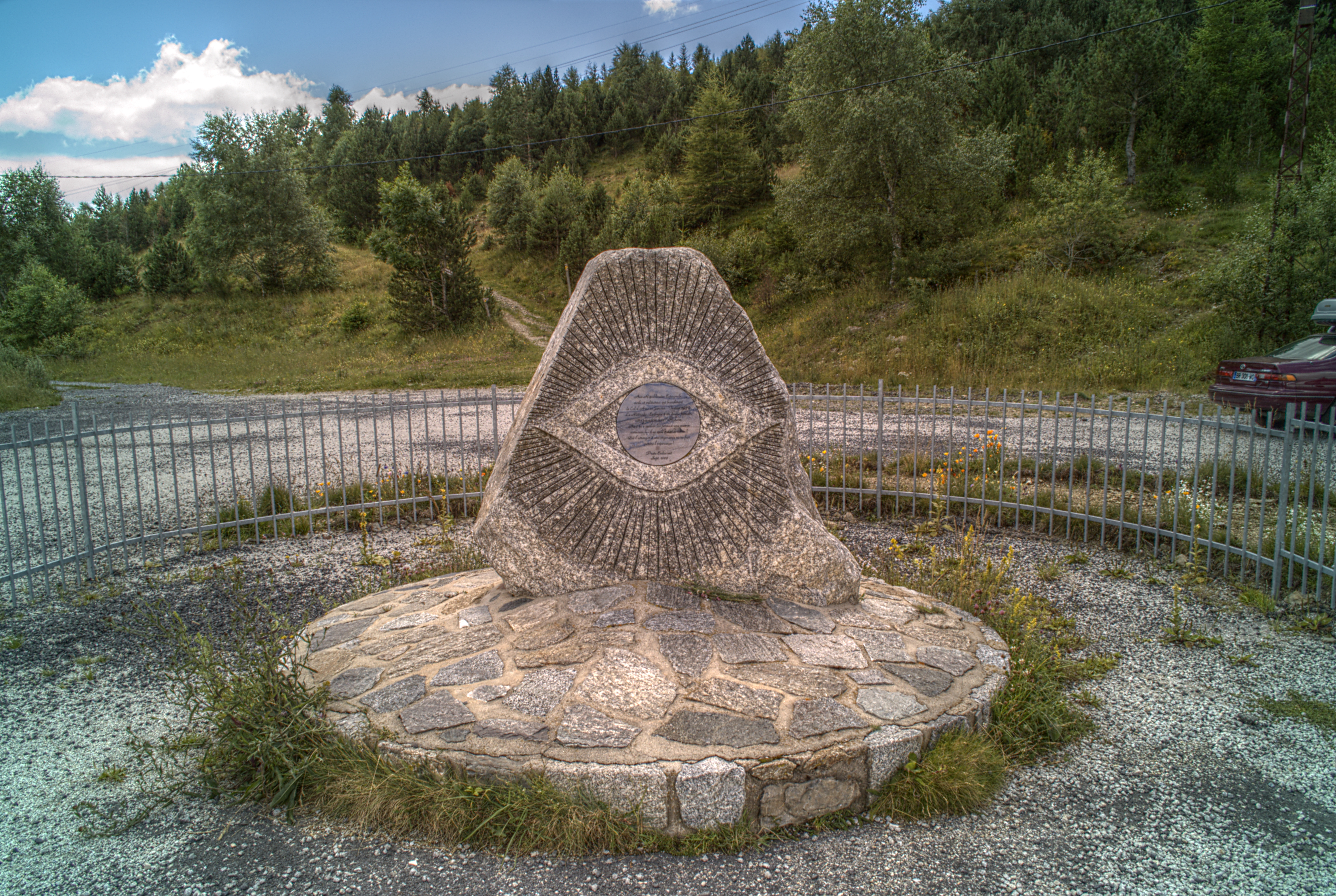
Der Gedenkstein am Col d’Ares
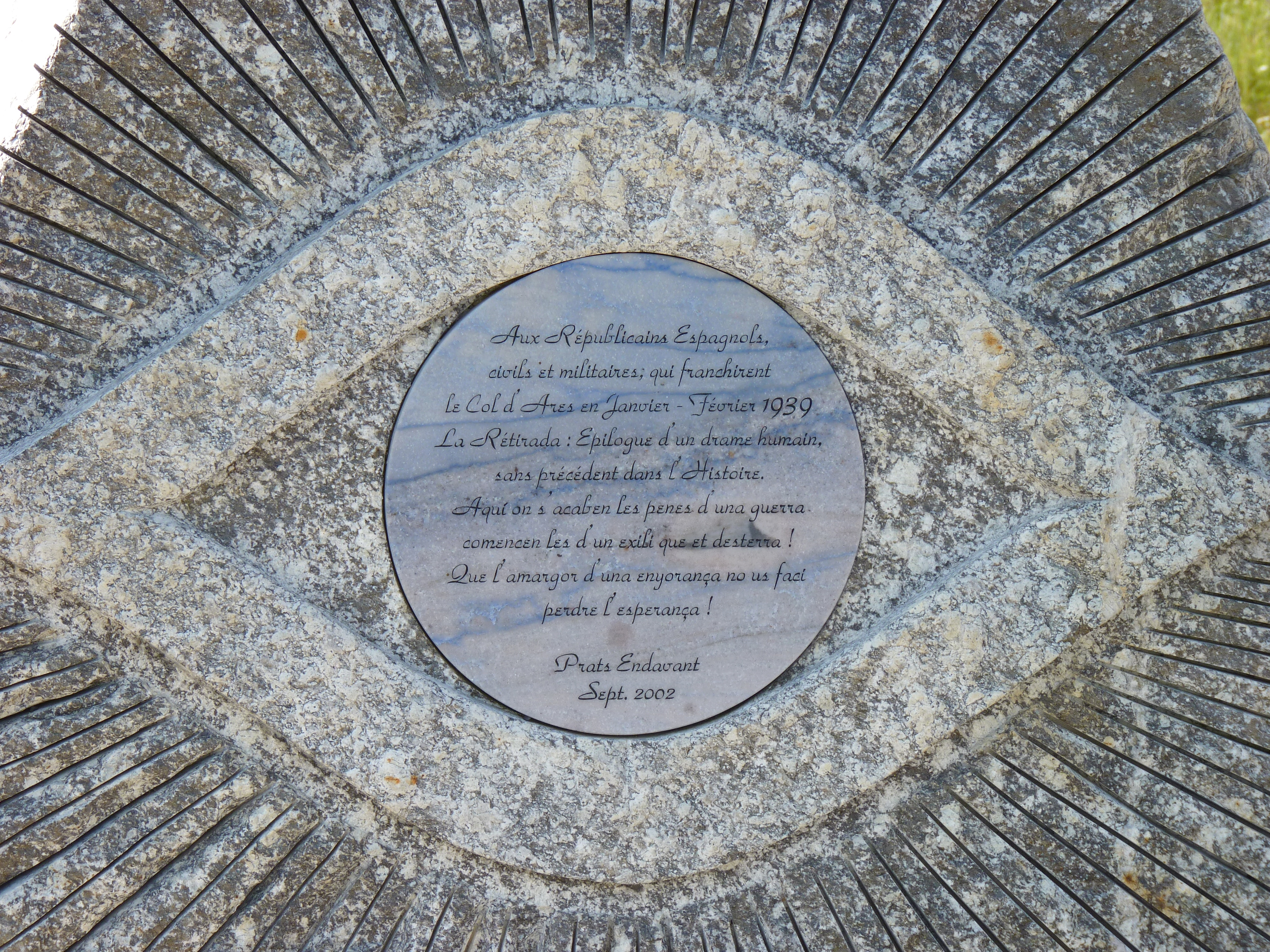
Inschrift des Gedenksteins
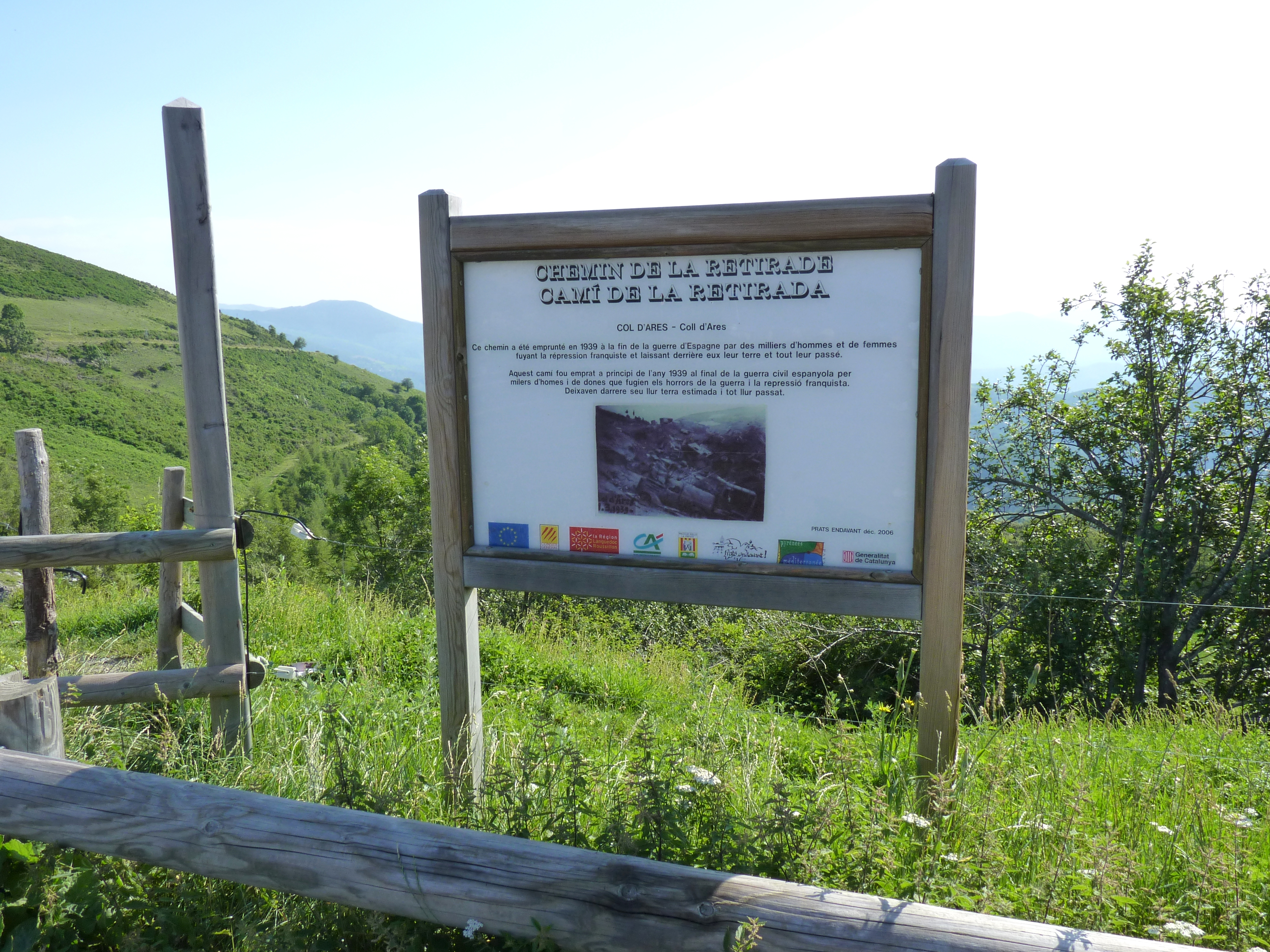
Infotafel über den Cami de la Retirada
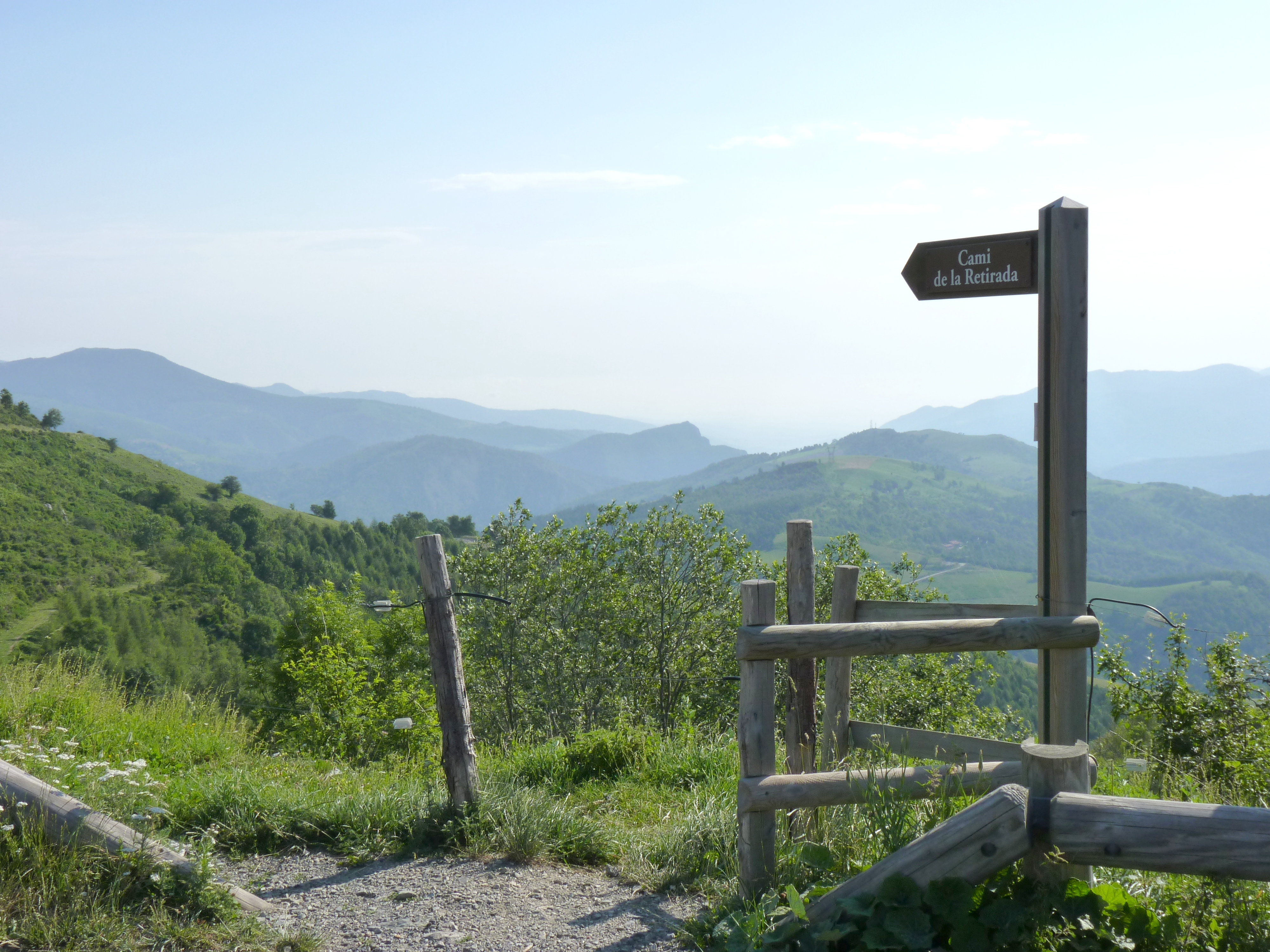
Wegweiser zum Cami de la Retirada

## Bevölkerungsentwicklung
| Jahr      | 1800 | 1850 | 1901 | 1954 | 1975 | 1999 | 2012 |
| Einwohner | 3190 | 3270 | 2525 | 1608 | 1190 | 1080 | 1074 |

Infolge der zunehmenden Mechanisierung der Landwirtschaft und des daraus resultierenden Verlustes an Arbeitsplätzen ist die Zahl der Einwohner seit dem Ende des 19. Jahrhunderts kontinuierlich zurückgegangen.

## Wirtschaft
Zum Ende des 19. Jahrhunderts gab es beim Ort Marmorsteinbrüche und kleinere Manufakturen zur Herstellung von Schokolade sowie Kleinwebereien. 
Im Oktober 1940 verwüstete ein vier Tage andauernder Dauerregen, der ein Hochwasser des Tech verursachte, einen Teil von Prats und des Tals. Die Fluten rissen die Pont d’Espagne (auch Pont de la Calç, Kalkbrücke) und weitere Einrichtungen mit. Diese Katastrophe, durch die ein großer Teil der Landschaft zerstört wurde, führte zu Veränderungen der lokalen Wirtschaft. In der Folge gewannen Tourismus und das Kurgeschäft an Bedeutung.
Heute spielt der Tourismus in Form der Vermietung von Ferienwohnungen (gîtes) eine nicht unerhebliche Rolle im Wirtschaftsleben der Gemeinde.

## Sehenswürdigkeiten

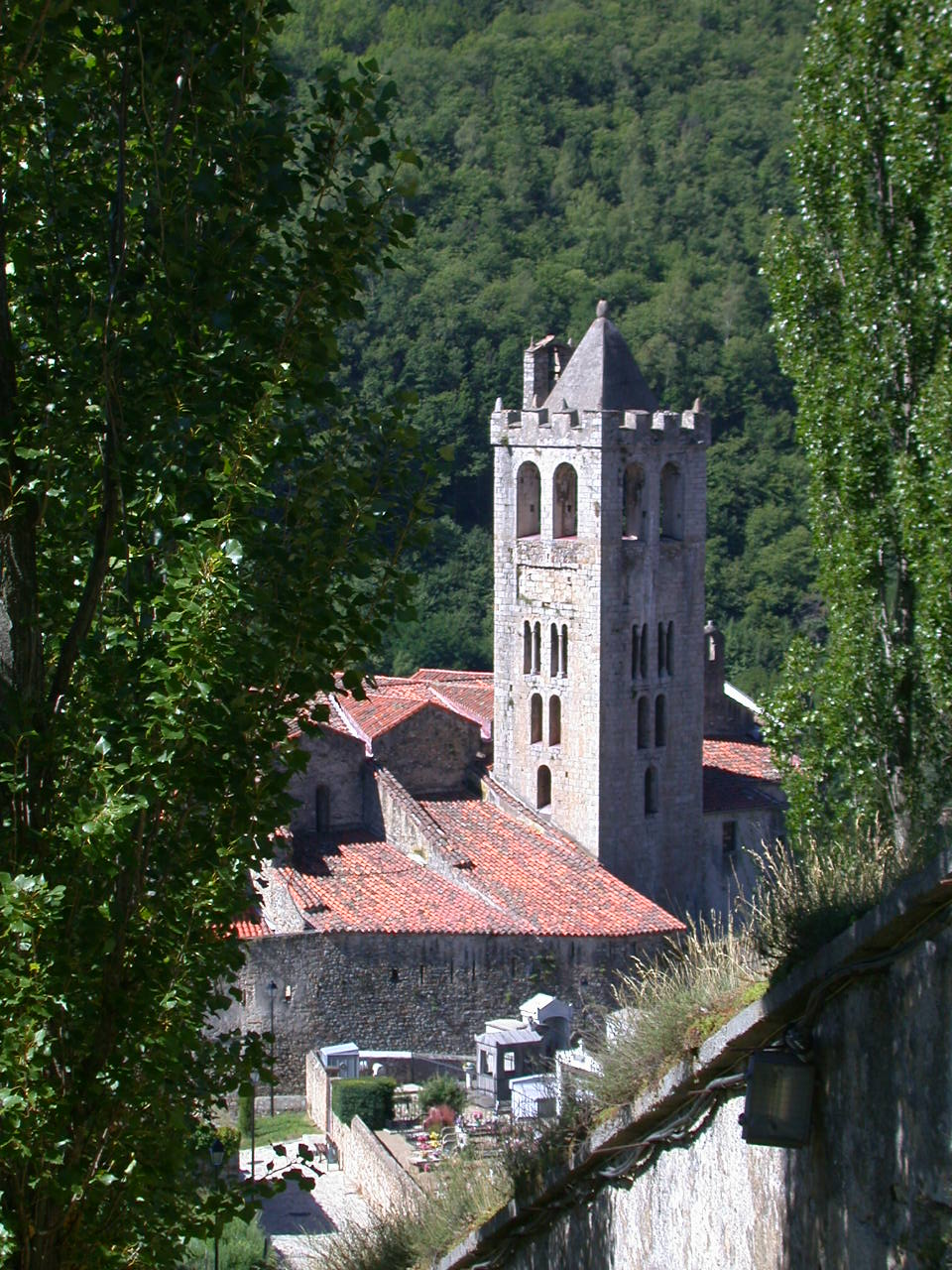
Église Saintes Juste et Ruffine

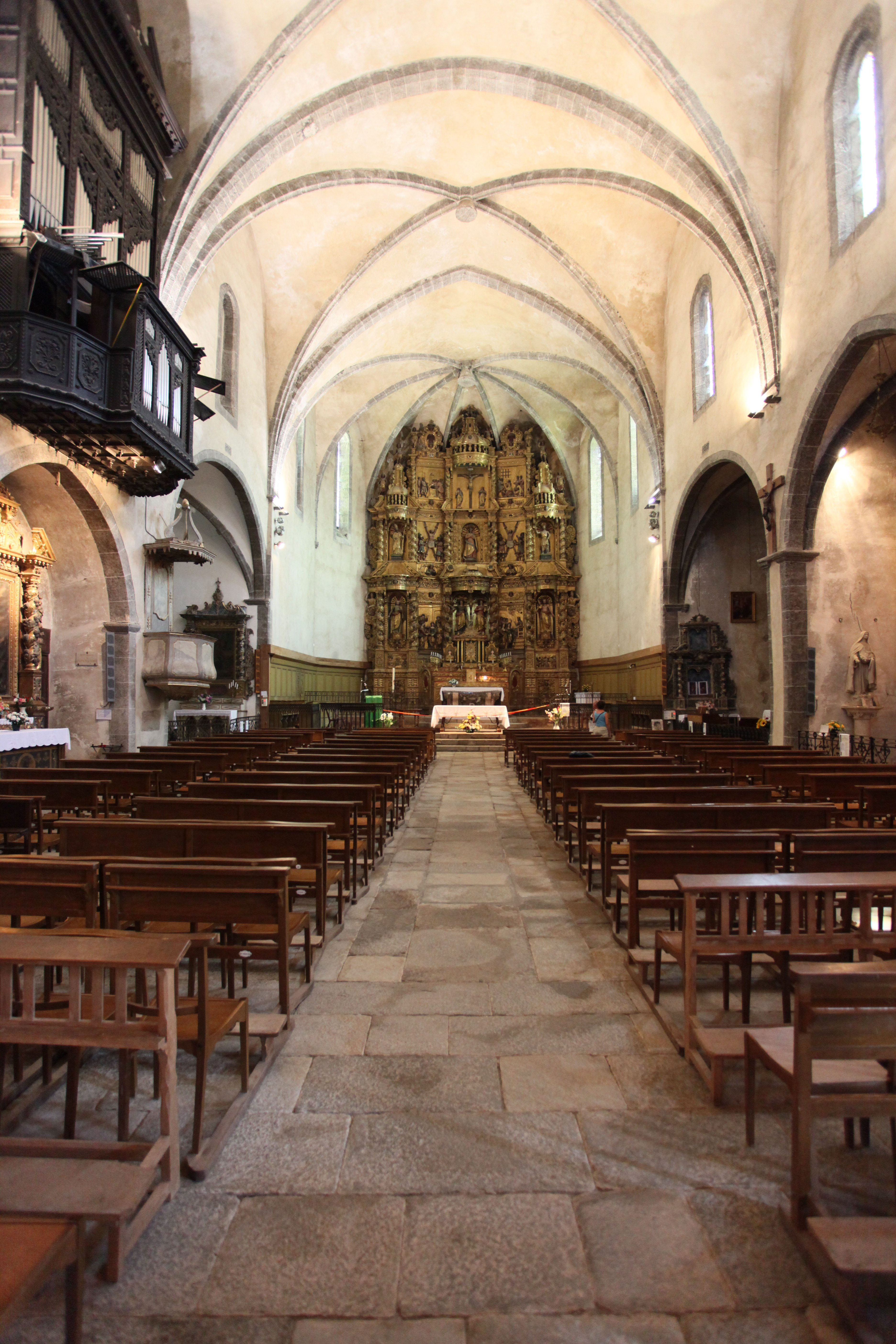
Kirchenschiff

- Der Dolmen von Castelló befindet sich in der Nähe des Col de Castelló, nordwestlich von Prats-de-Mollo-la-Preste im oberen Vallespir.
- Die mittelalterlichen, aber im 17. Jahrhundert von Vauban instandgesetzten Stadtmauern von Prats-de-Mollo mit der Porte d’Espagne sind seit 1930 bzw. 1922 als Monuments historiques eingestuft.[7]
- Zu den bedeutendsten Kunstdenkmälern des Orts und der Umgebung gehört die spätgotische Kirche Saintes Juste et Ruffine aus dem 13. Jahrhundert mit Erweiterungen aus dem 17. Jahrhundert. Weitgehend ursprünglich ist der auf quadratischem Grundriss erbaute Glockenturm, der sich am lombardischen Stil mehrerer Türme in der Umgebung wie zum Beispiel der Abteikirchen Saint Michel de Cuxa oder Saint-Martin du Canigou orientiert. Die hölzerne Eingangstür zeigt noch originale Eisenbeschläge mit Spiralmotiven. Der rippengewölbte Kirchenraum ist einschiffig und wird durch – zwischen die äußeren Strebepfeiler eingefügte – Seitenkapellen stabilisiert; in der Apsis befindet sich ein spätbarockes Altarretabel mit gedrehten Säulen im churrigueresken Stil. Der Kirchenbau ist seit dem Jahr 1921 als Monument historique anerkannt.[8]
- Das als Museum genutzte, von Vauban errichtete Fort Lagarde dominiert den Ort. In seiner Mitte steht die Ruine eines mittelalterlichen Bergfriedes (donjon). Es wurde im Jahr 1926 als Monument historique eingestuft.[9]

Umgebung
- Der nur etwa 100 Einwohner zählende Ortsteil La Preste bietet Kurhotels etc.; die kleine Kapelle Saint-Isidore ist ein hübsch restaurierter Bruchsteinbau unbekannten Alters.
- Der nur im Rahmen einer etwa 4 km langen Wanderung zu erreichende Tour de Mir ist ein westlich des Ortes auf einer 1540 m hohen Bergkuppe stehender Wachturm, der im 13. Jahrhundert im Auftrag des  mallorquinischen Königs Jaume I. errichtet wurde. Er ist seit 2002 als Monument historique anerkannt.[10]
- Die Ermitage Notre-Dame-du-Coral ist ein aus mehreren Gebäuden bestehender, an einem Berghang gelegener Baukomplex aus dem 17. und 18. Jahrhundert. Sie befindet sich etwa 11 km südlich von Prats-de-Mollo und ist seit dem Jahr 1990 als Monument historique anerkannt.[11]
- Nahe der Passhöhe des Col d’Ares erhebt sich die kleine, aus Bruchsteinen gemauerte, apsislose Kapelle Sainte Margarite du Col d’Ares, die ehemals zu einem Hospiz gehörte, welches aber schon im ausgehenden 17. Jahrhundert aufgelöst wurde und von dem nur noch spärliche Ruinen erhalten sind. Der kleine Bau mit seinem grasbewachsenen Dach hat ein Portal auf der Südseite; das Innere ist tonnengewölbt. Die Kapelle und die Reste des Hospizes wurden im Jahr 2009 als Monuments historiques eingestuft.[12]

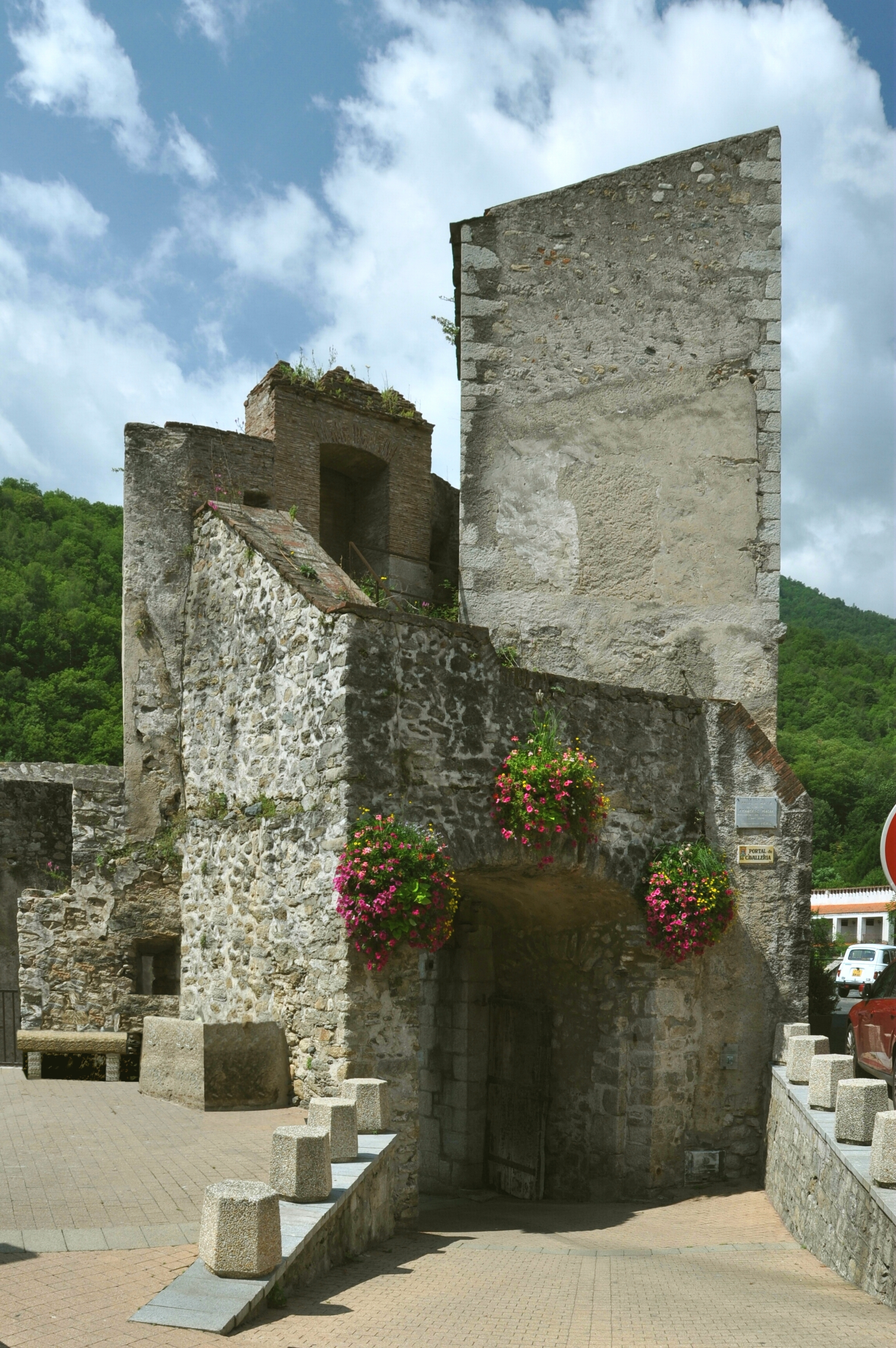
Porte d’Espagne
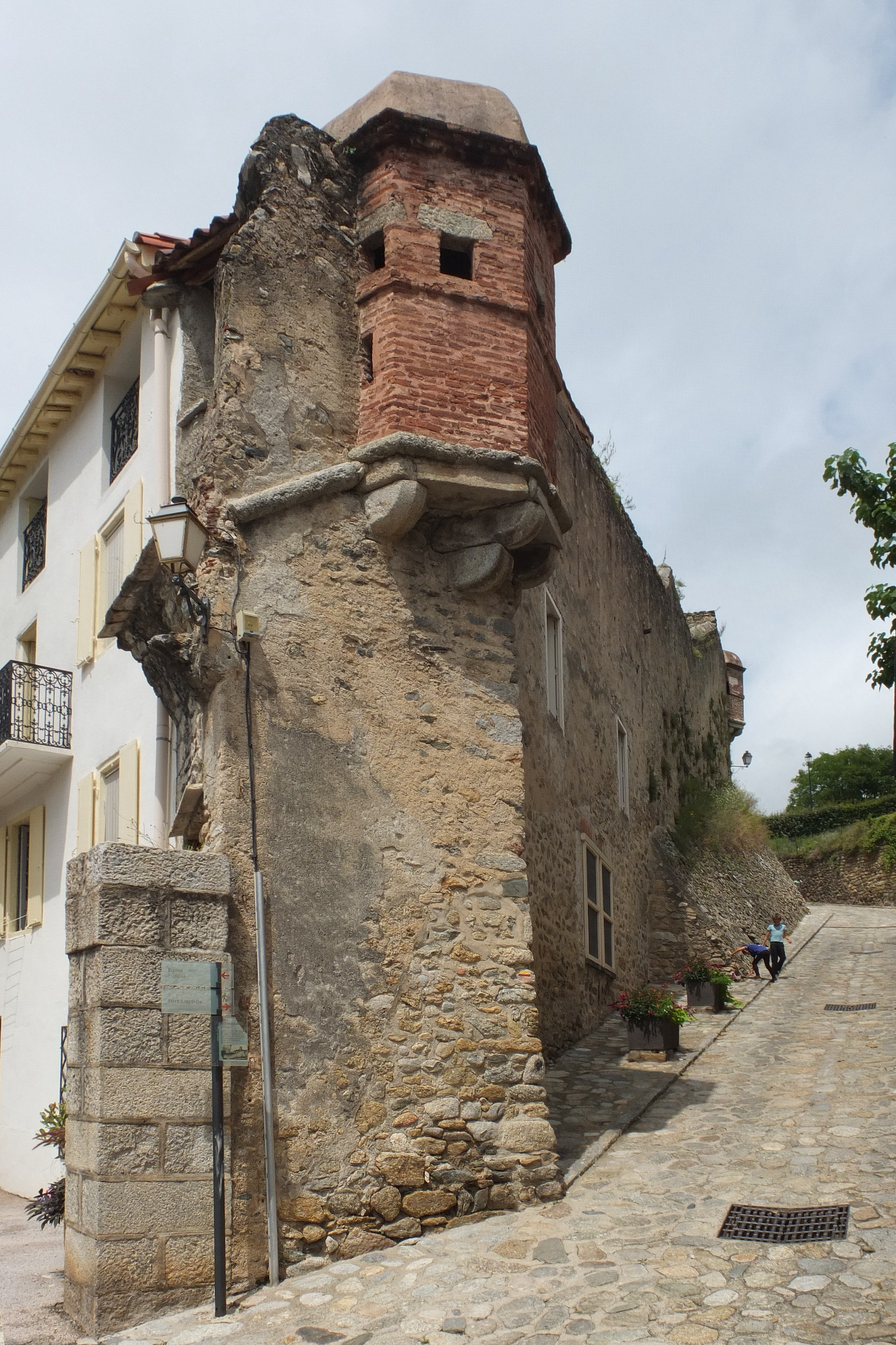
Stadtmauer
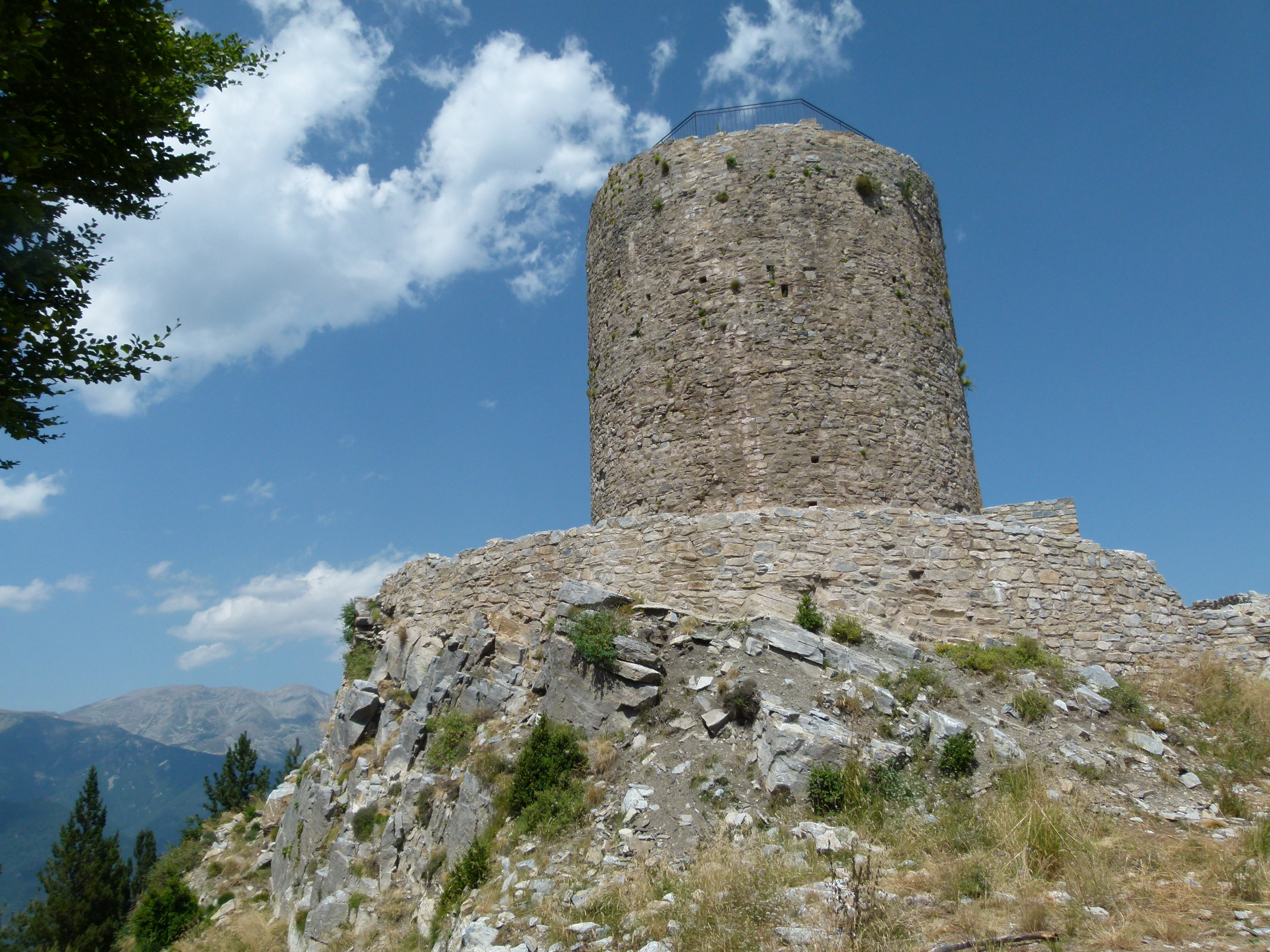
Tour de Mir
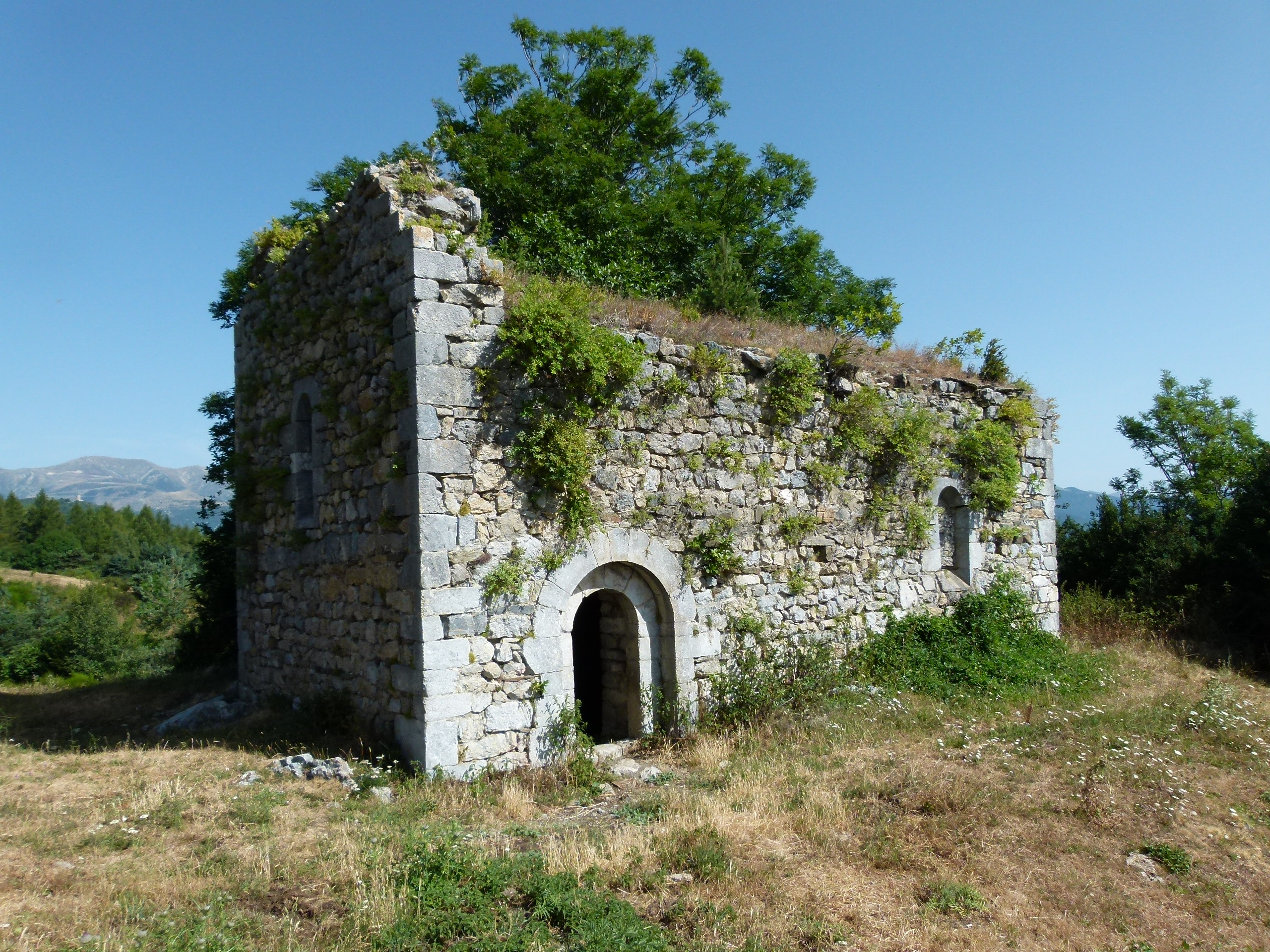
Chapelle Sainte-Marguerite du Col d’Ares
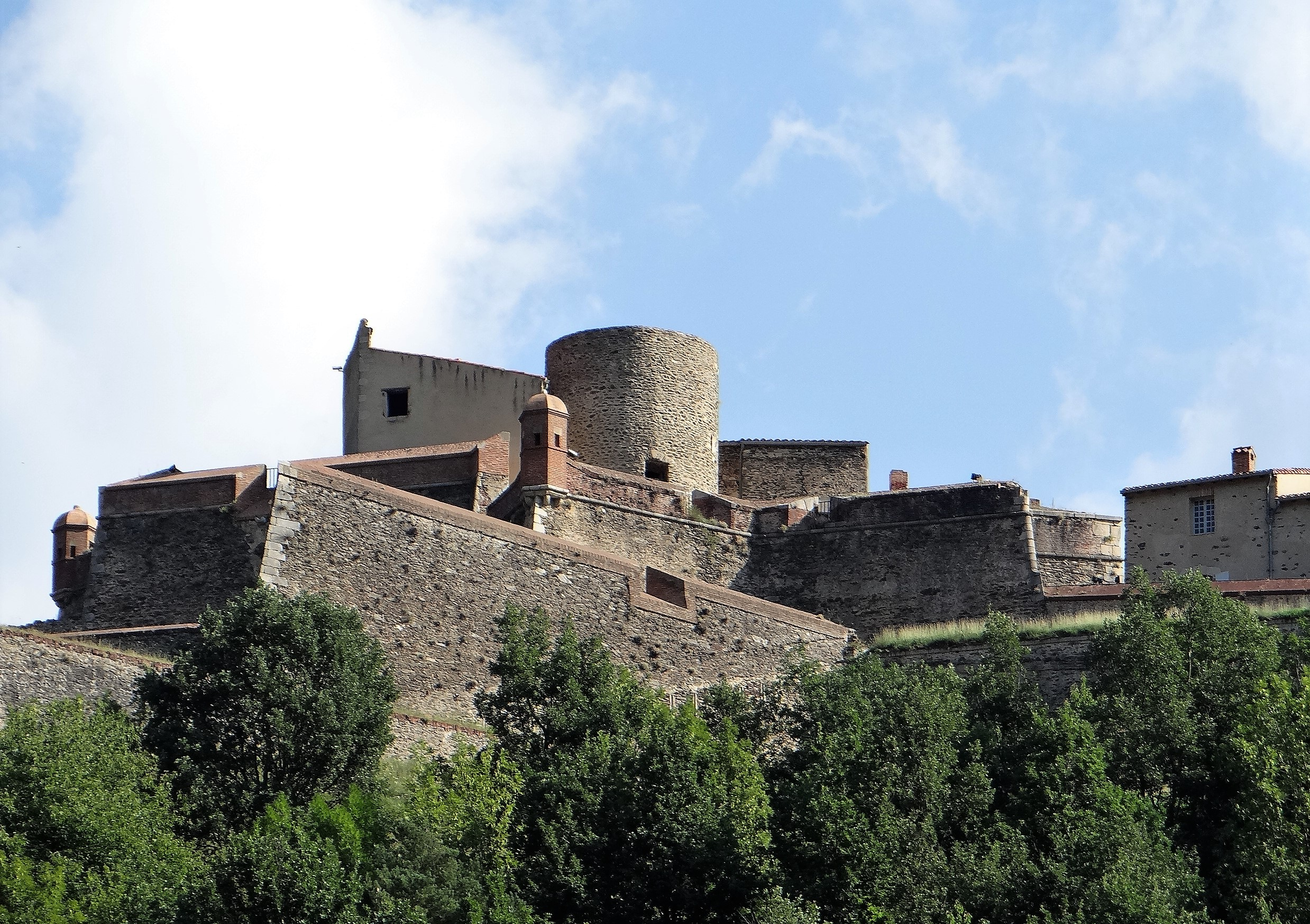
Fort Lagarde
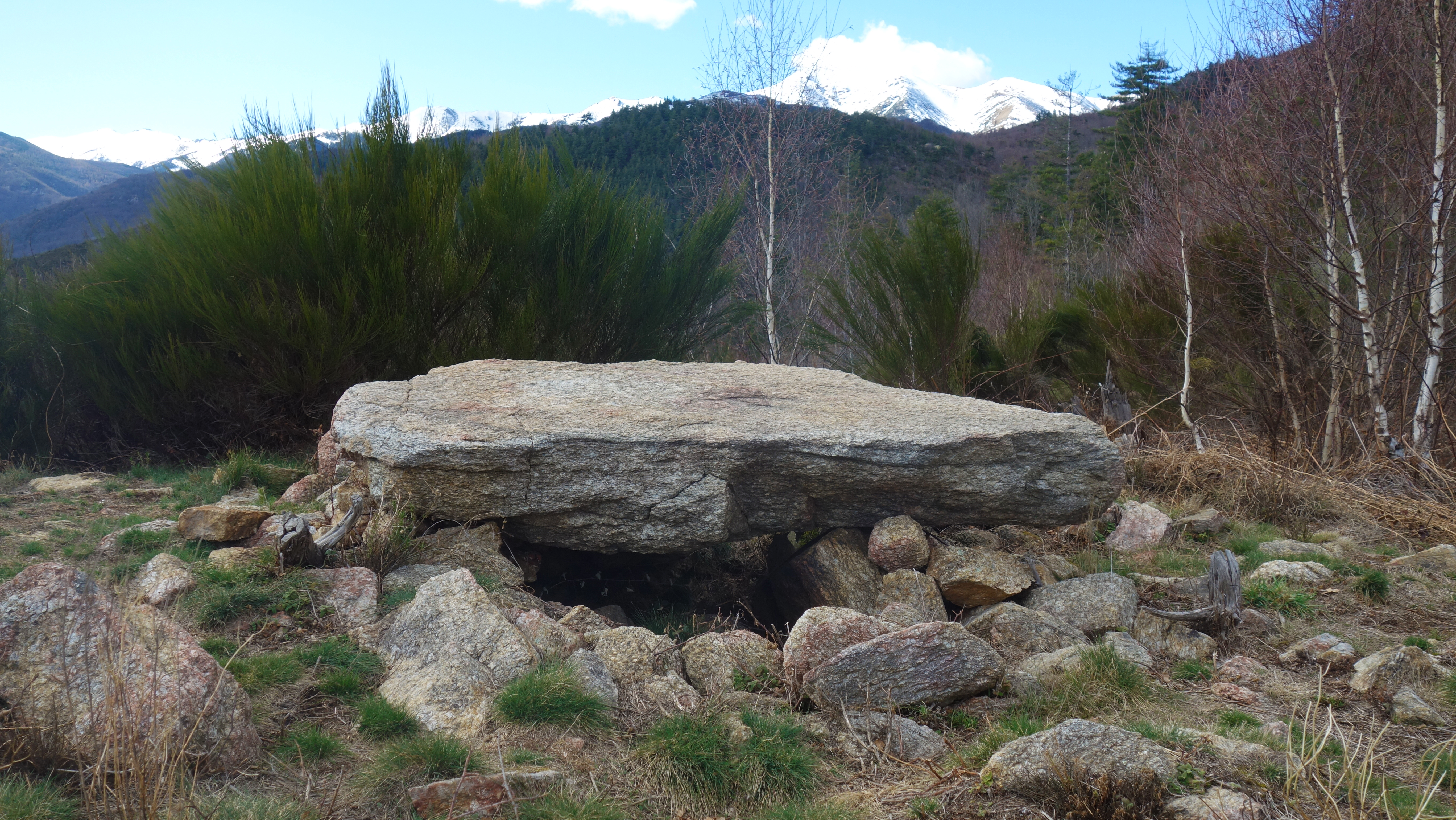
Dolmen von Castelló

## Persönlichkeiten
- Carles Bosch de la Trinxeria (1831–1897), katalanischer Schriftsteller